# Lijst van afgetreden bewindslieden in Nederland
Dit is een lijst van afgetreden Nederlandse bewindslieden. Het gaat hierbij om ministers staatssecretarissen vanaf 1918 die voor het einde van hun kabinetsperiode het kabinet hebben verlaten.
Niet hierin meegenomen zijn bewindslieden die overleden zijn tijdens de kabinetsperiode (bijvoorbeeld Ien Dales, Koos Rietkerk, Rinus Peijnenburg en Gerard Stubenrouch), bewindslieden die voor specifieke periode waren aangesteld, bewindslieden die vanwege Tweede Kamerlidmaatschap het kabinet moesten verlaten of bewindslieden van één partij die collectief zijn opgestapt.
| Kabinet                   | Afbeelding          | Naam                                      | Functie                                                                     | Partij | Datum aftreden    | Reden                      | Ref   |
| ------------------------- | ------------------- | ----------------------------------------- | --------------------------------------------------------------------------- | ------ | ----------------- | -------------------------- | ----- |
| Ruijs de Beerenbrouck I   |                     | Willem Naudin ten Cate                    | Minister van Marine                                                         |        | 19 februari 1919  |                            | [ 1 ] |
| Ruijs de Beerenbrouck I   |                     | Alexander Willem Frederik Idenburg        | Minister van Koloniën                                                       | ARP    | 13 augustus 1919  |                            |       |
| Ruijs de Beerenbrouck I   |                     | Hendrik Bijleveld                         | Minister van Marine                                                         | ARP    | 5 januari 1920    |                            | [ 1 ] |
| Ruijs de Beerenbrouck I   |                     | George August Alexander Alting von Geusau | Minister van Oorlog                                                         | RKSP   | 5 januari 1920    |                            | [ 1 ] |
| Ruijs de Beerenbrouck I   |                     | Willem Frederik Pop                       | Minister van Oorlog en Marine                                               |        | 28 juli 1921      |                            | [ 1 ] |
| Ruijs de Beerenbrouck I   |                     | Simon de Vries Czn                        | Minister van Financiën                                                      |        | 1921              |                            | [ 1 ] |
| Ruijs de Beerenbrouck II  |                     | Dirk Jan de Geer                          | Minister van Financiën                                                      | CHU    | 11 augustus 1923  |                            | [ 1 ] |
| De Geer I                 |                     | Louis van Royen                           | Minister van Oorlog                                                         |        | 24 april 1926     |                            | [ 1 ] |
| De Geer I                 | Minister van Marine | Louis van Royen                           |                                                                             |        | 24 april 1926     |                            | [ 1 ] |
| De Geer I                 |                     | Herman Adriaan van Karnebeek              | Minister van Buitenlandse Zaken                                             |        | 1 april 1927      |                            | [ 1 ] |
| Ruijs de Beerenbrouck III |                     | Frans Beelaerts van Blokland              | Minister van Buitenlandse Zaken                                             | CHU    | 20 april 1933     | Nieuwe functie             |       |
| Colijn II                 |                     | Henri Marchant                            | Minister van Onderwijs                                                      | VDB    | 18 mei 1935       |                            | [ 1 ] |
| Colijn II                 |                     | Max Steenberghe                           | Minister van Economische Zaken                                              | RKSP   | 6 juni 1935       |                            | [ 1 ] |
| Colijn IV                 |                     | Jacob Adriaan de Wilde                    | Minister van Financiën                                                      | ARP    | 19 mei 1939       |                            | [ 1 ] |
| Beel I                    |                     | Johan Ringers                             | Minister van Openbare Werken en Wederopbouw                                 |        | 15 november 1946  |                            | [ 1 ] |
| Beel I                    |                     | Jules Schagen van Leeuwen                 | Minister van Marine                                                         |        | 25 november 1947  |                            | [ 1 ] |
| Drees-Van Schaik          |                     | Maan Sassen                               | Minister van Overzeese Gebiedsdelen                                         | KVP    | 14 februari 1949  |                            | [ 1 ] |
| Drees-Van Schaik          |                     | René Wijers                               | Minister van Justitie                                                       | KVP    | 15 mei 1950       |                            |       |
| Drees-Van Schaik          |                     | Wim Schokking                             | Minister van Oorlog                                                         | CHU    | 16 oktober 1950   |                            | [ 1 ] |
| Drees-Van Schaik          | Minister van Marine | Wim Schokking                             |                                                                             | CHU    | 16 oktober 1950   |                            | [ 1 ] |
| Drees I                   |                     | Piet Lieftinck                            | Minister van Financiën                                                      | PvdA   | 1 juli 1952       | Nieuwe functie             |       |
| Drees II                  |                     | Piet Muntendam                            | Staatssecretaris van Sociale Zaken en Volksgezondheid                       | KVP    | 1 oktober 1953    |                            |       |
| Drees II                  |                     | Louis Beel                                | Minister van Binnenlandse Zaken                                             | KVP    | 7 juli 1956       |                            |       |
| Drees III                 |                     | Anna de Waal                              | Staatssecretaris van Onderwijs, Kunsten en Wetenschappen                    | KVP    | 16 maart 1957     |                            |       |
| Drees III                 |                     | Sicco Mansholt                            | Minister van Landbouw, Visserij en Voedselvoorziening                       | PvdA   | 1 januari 1958    | Nieuwe functie             |       |
| Drees III                 |                     | Ferdinand Jan Kranenburg                  | Staatssecretaris van Oorlog                                                 | PvdA   | 1 juni 1958       |                            | [ 1 ] |
| Drees III                 |                     | Jacob Algera                              | Minister van Verkeer en Waterstaat                                          | ARP    | 10 oktober 1958   | Gezondheidsredenen         |       |
| De Quay                   |                     | Sidney J. van den Bergh                   | Minister van Defensie                                                       | VVD    | 1 augustus 1959   |                            | [ 1 ] |
| De Quay                   |                     | Charles van Rooy                          | Minister van Sociale Zaken en Volksgezondheid                               | KVP    | 3 juli 1961       |                            | [ 1 ] |
| Cals                      |                     | Jan Borghouts                             | Staatssecretaris van Defensie                                               | KVP    | 5 februari 1966   |                            |       |
| Cals                      |                     | Jan Smallenbroek                          | Minister van Binnenlandse Zaken                                             | ARP    | 31 augustus 1966  |                            | [ 1 ] |
| De Jong                   |                     | Leo de Block                              | Minister van Economische Zaken                                              | KVP    | 7 januari 1970    |                            | [ 2 ] |
| Biesheuvel II             |                     | Adri van Es                               | Staatssecretaris van Defensie                                               | ARP    | 16 september 1972 |                            | [ 2 ] |
| Biesheuvel II             |                     | Pierre Lardinois                          | Minister van Landbouw en Visserij                                           | KVP    | 1 januari 1973    |                            |       |
| Den Uyl                   |                     | Tiemen Brouwer                            | Minister van Landbouw en Visserij                                           | KVP    | 1 november 1973   |                            |       |
| Den Uyl                   |                     | Joep Mommersteeg                          | Staatssecretaris van Defensie                                               | KVP    | 1 maart 1974      |                            |       |
| Den Uyl                   |                     | Jan Glastra van Loon                      | Staatssecretaris van Justitie                                               | D66    | 27 mei 1975       |                            | [ 2 ] |
| Den Uyl                   |                     | Antoon Veerman                            | Staatssecretaris van Onderwijs en Wetenschappen                             | ARP    | 1 september 1975  |                            |       |
| Den Uyl                   |                     | Henk Vredeling                            | Minister van Defensie                                                       | PvdA   | 1 januari 1977    | Nieuwe functie             |       |
| Den Uyl                   |                     | Wim Polak                                 | Staatssecretaris van Binnenlandse Zaken                                     | PvdA   | 1 mei 1977        | Nieuwe functie             |       |
| Van Agt I                 |                     | Roelof Kruisinga                          | Minister van Defensie                                                       | CDA    | 5 maart 1978      |                            | [ 2 ] |
| Van Agt I                 |                     | Frans Andriessen                          | Minister van Financiën                                                      | CDA    | 22 februari 1980  |                            | [ 2 ] |
| Van Agt I                 |                     | Ad Nooteboom                              | Staatssecretaris van Financiën                                              | CDA    | 22 februari 1980  |                            | [ 2 ] |
| Van Agt I                 |                     | Willem Scholten                           | Minister van Defensie                                                       | CDA    | 25 augustus 1980  | Nieuwe functie             |       |
| Van Agt I                 |                     | Pieter Beelaerts van Blokland             | Minister voor Volkshuisvesting en Ruimtelijke Ordening                      | CDA    | 1 september 1981  | Nieuwe functie             |       |
| Lubbers I                 |                     | Charles Schwietert                        | Staatssecretaris van Defensie                                               | VVD    | 12 november 1982  |                            | [ 2 ] |
| Lubbers I                 |                     | Piet van Zeil                             | Minister van Economische Zaken                                              | CDA    | 22 juni 1986      | Nieuwe functie             |       |
| Lubbers II                |                     | Gerrit Brokx                              | Staatssecretaris van Volkshuisvesting, Ruimtelijke Ordening en Milieubeheer | CDA    | 24 oktober 1986   |                            | [ 2 ] |
| Lubbers II                |                     | Wim van Eekelen                           | Minister van Defensie                                                       | VVD    | 6 september 1988  |                            | [ 2 ] |
| Lubbers II                |                     | René van der Linden                       | Staatssecretaris van Defensie                                               | CDA    | 10 september 1988 |                            | [ 2 ] |
| Lubbers II                |                     | Albert Jan Evenhuis                       | Staatssecretaris voor midden- en kleinbedrijf                               | VVD    | 30 juni 1989      |                            | [ 2 ] |
| Lubbers II                |                     | Wim Deetman                               | Minister van Onderwijs en Wetenschappen                                     | CDA    | 14 september 1989 |                            |       |
| Lubbers II                |                     | Louw de Graaf                             | Staatssecretaris van Sociale Zaken en Werkgelegenheid                       | CDA    | 1 oktober 1989    |                            |       |
| Lubbers III               |                     | Gerrit Braks                              | Minister van Landbouw, Natuurbeheer en Visserij                             | CDA    | 18 september 1990 |                            | [ 2 ] |
| Lubbers III               |                     | Hans van den Broek                        | Ministerie van Buitenlandse Zaken                                           | CDA    | 3 januari 1993    | Nieuwe functie             |       |
| Lubbers III               |                     | Berend-Jan van Voorst tot Voorst          | Staatssecretaris van Defensie                                               | CDA    | 1 juni 1993       | Nieuwe functie             |       |
| Lubbers III               |                     | Elske ter Veld                            | Staatssecretaris van Sociale Zaken en Werkgelegenheid                       |        | 5 juni 1993       |                            | [ 2 ] |
| Lubbers III               |                     | Roel in 't Veld                           | Staatssecretaris van Onderwijs en Wetenschappen                             | PvdA   | 19 juni 1993      |                            | [ 2 ] |
| Lubbers III               | -                   | Hans Simons                               | Staatssecretaris van Welzijn, Volksgezondheid en Cultuur                    | PvdA   | 26 februari 1994  |                            |       |
| Lubbers III               |                     | Ernst Hirsch Ballin                       | Minister van Justitie                                                       | CDA    | 27 mei 1994       |                            | [ 2 ] |
| Lubbers III               |                     | Ed van Thijn                              | Minister van Binnenlandse Zaken                                             | PvdA   | 27 mei 1994       |                            | [ 2 ] |
| Lubbers III               |                     | Hedy d'Ancona                             | Minister van Welzijn, Volksgezondheid en Cultuur                            | PvdA   | 16 juli 1994      | Nieuwe functie             |       |
| Lubbers III               |                     | Hanja Maij-Weggen                         | Minister van Verkeer en Waterstaat                                          | CDA    | 16 juli 1994      | Nieuwe functie             |       |
| Lubbers III               |                     | Piet Dankert                              | Staatssecretaris van Buitenlandse Zaken                                     | PvdA   | 16 juli 1994      |                            |       |
| Kok I                     |                     | Robin Linschoten                          | Staatssecretaris van Sociale Zaken en Werkgelegenheid                       | VVD    | 28 juni 1996      |                            | [ 2 ] |
| Kok II                    |                     | Hayo Apotheker                            | Minister van Landbouw                                                       | D66    | 7 juni 1999       |                            | [ 2 ] |
| Kok II                    |                     | Bram Peper                                | Minister van Binnenlandse Zaken en Koninkrijksrelaties                      | PvdA   | 13 maart 2000     |                            | [ 2 ] |
| Kok II                    |                     | Job Cohen                                 | Staatssecretaris van Justitie                                               | PvdA   | 1 januari 2001    |                            |       |
| Balkenende I              |                     | Philomena Bijlhout                        | Staatssecretaris van Sociale Zaken en Werkgelegenheid                       | LPF    | 24 juli 2002      |                            |       |
| Balkenende I              |                     | Eduard Bomhoff                            | Minister van Volksgezondheid, Welzijn en Sport                              | LPF    | 16 oktober 2002   |                            |       |
| Balkenende I              |                     | Herman Heinsbroek                         | Minister van Economische Zaken                                              | LPF    | 16 oktober 2002   |                            |       |
| Balkenende I              |                     | Benk Korthals                             | Minister van Defensie                                                       | VVD    | 12 december 2002  |                            |       |
| Balkenende II             |                     | Jaap de Hoop Scheffer                     | Minister van Buitenlandse Zaken                                             | CDA    | 3 december 2003   |                            |       |
| Balkenende II             |                     | Annette Nijs                              | Staatssecretaris van Onderwijs, Cultuur en Wetenschap                       | VVD    | 9 juni 2004       |                            |       |
| Balkenende II             |                     | Mark Rutte                                | Staatssecretaris van Onderwijs, Cultuur en Wetenschap                       | VVD    | 27 juni 2006      |                            |       |
| Balkenende III            |                     | Piet Hein Donner                          | Minister van Justitie                                                       | CDA    | 21 september 2006 |                            |       |
| Balkenende III            |                     | Sybilla Dekker                            | Minister van Volkshuisvesting, Ruimtelijke Ordening en Milieubeheer         | VVD    | 21 september 2006 |                            |       |
| Balkenende IV             |                     | Cees van der Knaap                        | Staatssecretaris van Defensie                                               | CDA    | 18 december 2007  | Nieuwe functie             |       |
| Balkenende IV             |                     | Ella Vogelaar                             | Minister voor Wonen, Wijken en Integratie                                   | PvdA   | 14 november 2008  |                            |       |
| Balkenende IV             |                     | Ahmed Aboutaleb                           | Staatssecretaris van Sociale Zaken en Werkgelegenheid                       | PvdA   | 18 december 2008  | Nieuwe functie             |       |
| Balkenende IV             |                     | Jack de Vries                             | Staatssecretaris van Defensie                                               | CDA    | 14 mei 2010       |                            |       |
| Rutte I                   |                     | Piet Hein Donner                          | Minister van Binnenlandse Zaken en Koninkrijksrelaties                      | CDA    | 16 december 2011  | Nieuwe functie             |       |
| Rutte II                  |                     | Co Verdaas                                | Staatssecretaris van Economische Zaken                                      | PvdA   | 6 december 2012   |                            |       |
| Rutte II                  |                     | Frans Weekers                             | Staatssecretaris van Financiën                                              | VVD    | 30 januari 2014   |                            |       |
| Rutte II                  |                     | Frans Timmermans                          | Minister van Buitenlandse Zaken                                             | PvdA   | 17 oktober 2014   | Nieuwe functie             |       |
| Rutte II                  |                     | Ivo Opstelten                             | Minister van Veiligheid en Justitie                                         | VVD    | 9 maart 2015      |                            |       |
| Rutte II                  |                     | Fred Teeven                               | Staatssecretaris van Veiligheid en Justitie                                 | VVD    | 9 maart 2015      |                            |       |
| Rutte II                  |                     | Wilma Mansveld                            | Staatssecretaris van Infrastructuur en Milieu                               | PvdA   | 28 oktober 2015   |                            |       |
| Rutte II                  |                     | Ard van der Steur                         | Minister van Veiligheid en Justitie                                         | VVD    | 26 januari 2017   |                            |       |
| Rutte II                  |                     | Martijn van Dam                           | Staatssecretaris van Economische Zaken                                      | PvdA   | 1 september 2017  | Nieuwe functie             |       |
| Rutte II                  |                     | Jeanine Hennis-Plasschaert                | Minister van Defensie                                                       | VVD    | 3 oktober 2017    |                            |       |
| Rutte III                 |                     | Halbe Zijlstra                            | Minister van Buitenlandse Zaken                                             | VVD    | 13 februari 2018  |                            |       |
| Rutte III                 |                     | Mark Harbers                              | Staatssecretaris van Justitie en Veiligheid                                 | VVD    | 21 mei 2019       |                            |       |
| Rutte III                 |                     | Menno Snel                                | Staatssecretaris van Financiën                                              | D66    | 18 december 2019  | Toeslagenaffaire           |       |
| Rutte III                 |                     | Bruno Bruins                              | Minister voor Medische Zorg en Sport                                        | VVD    | 19 maart 2020     | Gezondheidsredenen         |       |
| Rutte III                 |                     | Eric Wiebes                               | Minister van Economische Zaken                                              | VVD    | 15 januari 2021   | Toeslagenaffaire           |       |
| Rutte III                 |                     | Stientje van Veldhoven                    | Staatssecretaris van Infrastructuur en Waterstaat                           | D66    | 19 juli 2021      | Nieuwe functie             |       |
| Rutte III                 |                     | Cora van Nieuwenhuizen                    | Minister van Economische Zaken en Klimaat                                   | VVD    | 31 augustus 2021  | Nieuwe functie             |       |
| Rutte III                 |                     | Tamara van Ark                            | Minister van Medische Zorg en Sport                                         | VVD    | 3 september 2021  | Gezondheidsredenen         |       |
| Rutte III                 |                     | Sigrid Kaag                               | Minister van Buitenlandse Zaken                                             | D66    | 17 september 2021 |                            |       |
| Rutte III                 |                     | Ank Bijleveld                             | Minister van Defensie                                                       | CDA    | 17 september 2021 |                            |       |
| Rutte III                 |                     | Mona Keijzer                              | Staatssecretaris van Economische Zaken en Klimaat                           | CDA    | 25 september 2021 |                            |       |
| Rutte IV                  |                     | Henk Staghouwer                           | Minister van Landbouw, Natuur en Voedselkwaliteit                           | CU     | 5 september 2022  |                            |       |
| Rutte IV                  |                     | Dennis Wiersma                            | Minister voor Primair en Voortgezet Onderwijs                               | VVD    | 22 juni 2023      | Grensoverschrijdend gedrag |       |